# Woodbridge Bay
Woodbridge Bay är en vik i Dominica.   Den ligger i parishen Saint George, i den södra delen av landet, 2 km nordväst om huvudstaden Roseau.